# Receveur (baseball)
Pour les articles homonymes, voir Receveur.

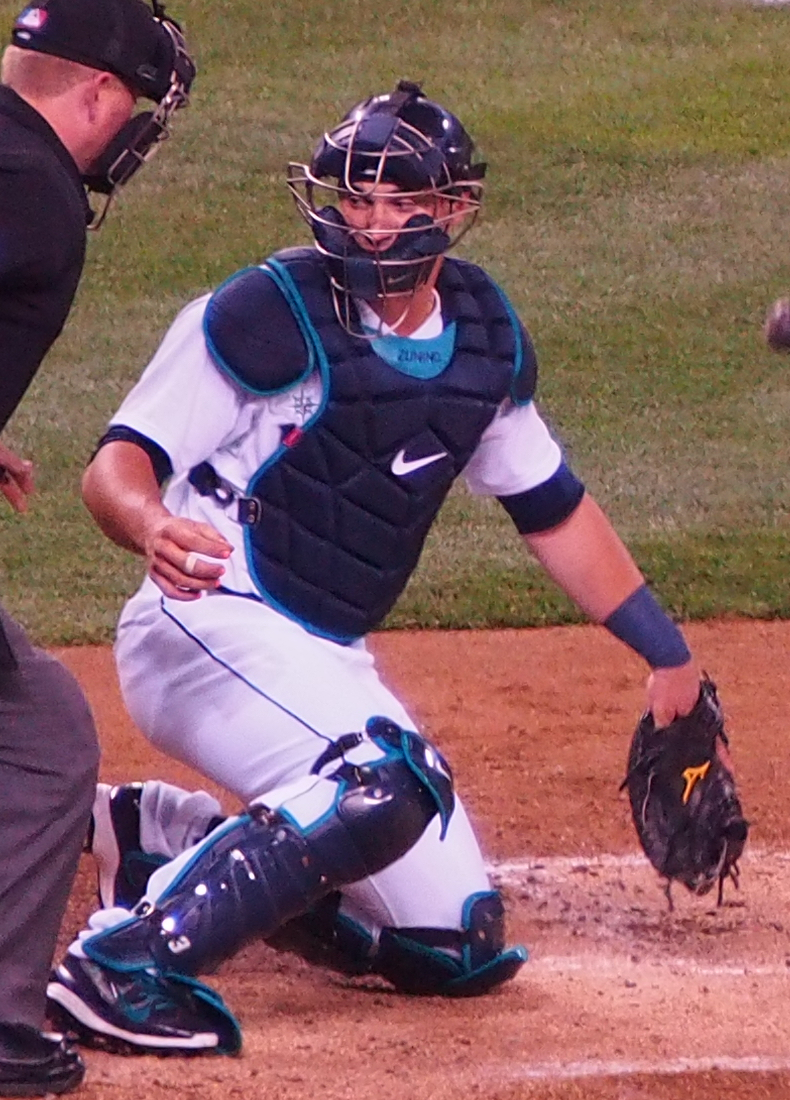
Un receveur, Mike Zunino.

Un receveur (en anglais catcher) est un joueur de baseball qui reçoit les balles du lanceur. Placé entre le frappeur de l'autre équipe et l'arbitre, il se tient accroupi derrière le marbre, ce qui fait de lui le seul joueur de position sur le terrain à être « hors jeu » quand la balle est lancée par le lanceur.
L'un des rôles principaux du receveur dans une partie de baseball est d'indiquer au lanceur le type de lancer à effectuer. Ces indications sont données par signes des doigts sur la cuisse de manière à ne pas être visibles du frappeur.
L'équipement du receveur est composé soit d'une grille recouvrant le visage, soit d'un casque intégral qui recouvre toute la tête. Il porte un plastron, des jambières, et utilise un gant renforcé, adapté à recevoir les balles du lanceur.

## Responsabilités du receveur

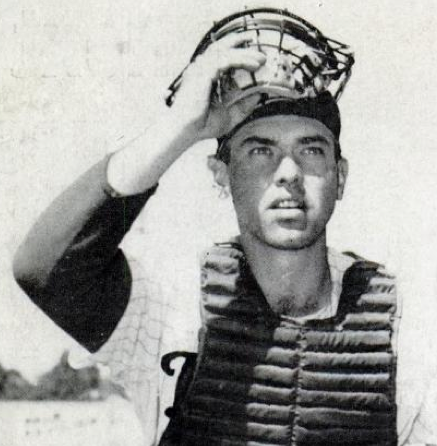
Le receveur Clay Dalrymple en 1962.

- Attraper la balle : Il est important d'attraper la balle, surtout s'il y a des coureurs sur les bases. S'il laisse passer la balle derrière lui, un coureur peut tenter d'avancer sur la prochaine base (vol de base). S'il laisse tomber la troisième prise le coureur a le droit de courir vers la première base et n'est pas retiré s'il y arrive avant qu'il soit touché par le gant du receveur avec la balle dedans, ou que le receveur lance la balle en première base[2]. Les tirs des lanceurs pouvant être imprécis, le receveur doit s'efforcer de les saisir en toutes circonstances, pour éviter les mauvais lancers et les balles passées, deux bourdes défensives qui peuvent permettre aux coureurs d'avancer.
- Transmettre les signaux : Le receveur est généralement celui qui décide du type de lancer qu'effectuera son lanceur. Par un système de signaux établis à l'avance, il indique au lanceur le type de lancer qu'il suggère pour déjouer le frappeur de l'équipe adverse. Avec sa main non gantée, le receveur fait une série de gestes discrets avec ses doigts pour transmettre cette information au lanceur. Celui-ci, d'un signe de tête accepte ou refuse le signal. Dans le second cas, le receveur transmettra un nouveau signal. La séquence se déroule rapidement, de manière à ne pas retarder indûment le jeu, ce que l'arbitre ne manquerait pas de relever. La transmission des signaux et le choix des lancers constituent une importante partie de la stratégie du baseball, puisque ces lancers sont adaptés aux types de frappeurs, à ses forces et faiblesses, ainsi qu'à certaines situations telles la présence ou non de coureurs sur les buts ou le risque de vol de but par l'équipe en attaque. Les lancers peuvent aussi être « commandés » par le manager ou un instructeur, qui transmet de l'abri des joueurs un signal au receveur qui, à son tour, les relaie au lanceur. Les signaux changent en cours de partie, car l'équipe adverse peut aisément, en observant avec attention, associer un certain signal à un certain type de lancer et en déduire la stratégie du club en défense.
- Empêcher les vols de bases : Quand il y a un coureur rapide sur les bases, le lanceur et le receveur doivent travailler ensemble pour l'empêcher de prendre la prochaine base. Il y a des douzaines de tactiques, comme lancer la balle en première base avant que le coureur essaie d'avancer (pick-off). Si le coureur court, le receveur doit essayer de le retirer en lançant la balle vers la base que le coureur veut atteindre, le plus souvent la deuxième base car la plupart des vols se font de la première base à la deuxième base[2].

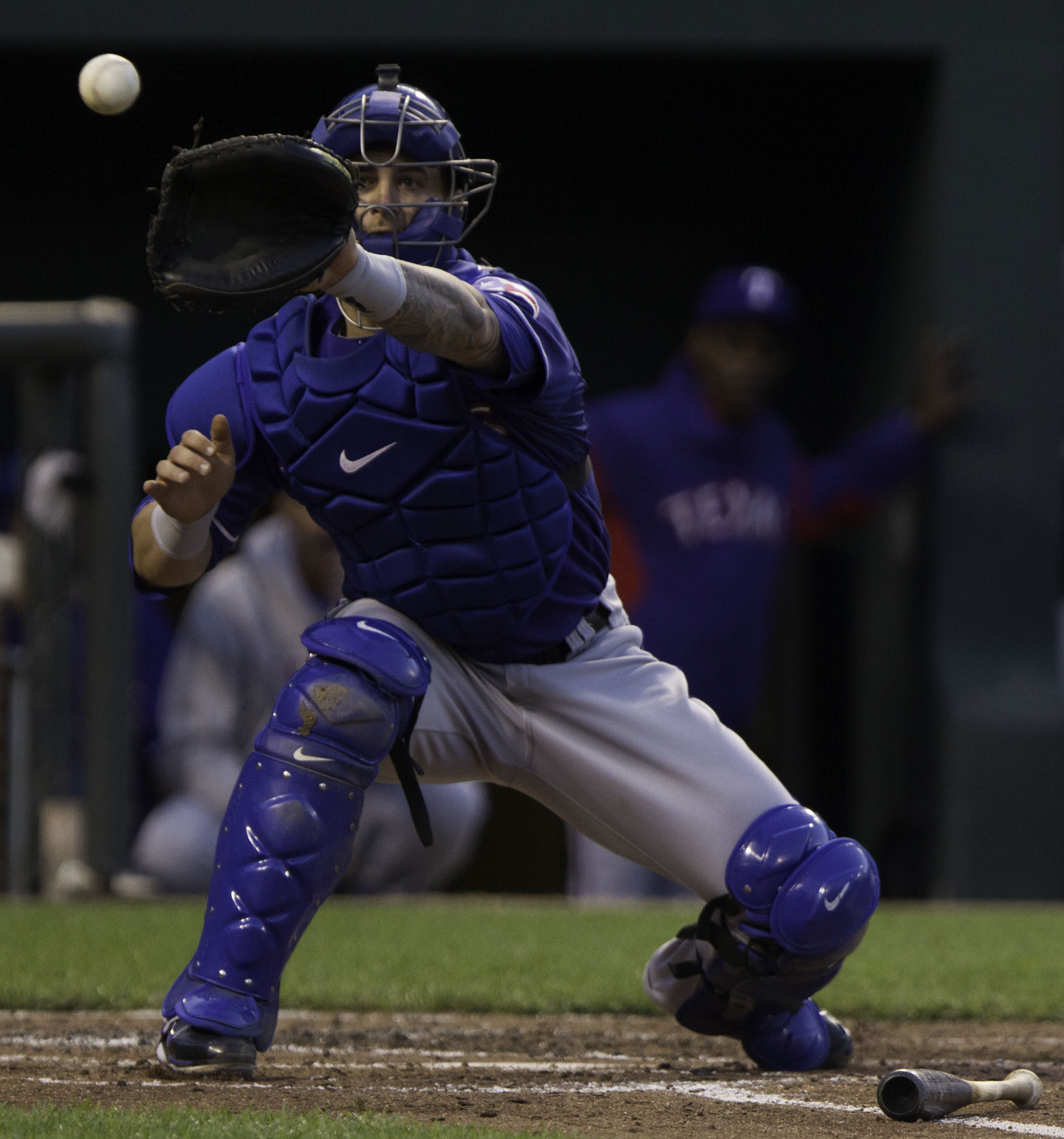
Le receveur Mike Napoli attrape un relais et bloque le marbre.

- Proteger le marbre : En cas d'un coup sûr avec un coureur déjà sur base, le receveur doit bloquer le marbre (le « quatrième but », où un point marque si un joueur en offensive l'atteint) avec son corps en attendant que la balle lui soit lancée. Il a le droit de bloquer le marbre avec son corps pourvu que la balle soit là. Si tous les buts sont occupés il peut simplement taper son pied sur le marbre pour effectuer le retrait sur un jeu forcé (le coureur ne pouvant alors retraiter au but précédent), mais si le coureur avance volontairement il doit le toucher avec son gant contenant la balle (tag out)[2].
- Attraper les ballons : Un ballon est une balle frappée en hauteur en territoire des fausses balles. Si un joueur en défensive attrape la balle sans qu'elle ne touche le sol, l'équipe enregistre un retrait aux dépens de l'adversaire. De nombreux ballons sont faiblement soulevés derrière le marbre, ou à l'avant-champ près du marbre, à l'extérieur des lignes de démarcation du terrain mais entre celles-ci et les gradins. Il est de la responsabilité du receveur d'attraper ces balles lorsque la chose est possible.

Dans des situations moins fréquentes, le receveur doit aussi :
- Effectuer un relais après un amorti sacrifice : Un amorti est l'art d'amortir la balle à courte distance du marbre ou, idéalement, le long des lignes de démarcation partant du marbre pour le relier au premier ou au troisième but. Lorsque la balle ainsi frappée est à portée du receveur, il doit la récupérer et effectuer un relais pour compléter un retrait. La balle peut aussi être frappée faiblement, à courte distance du marbre, sans que le frappeur n'ait eu l'intention de déposer l'amorti. Dans ces cas aussi le receveur peut avoir à récupérer la balle et effectuer une action défensive.
- La souricière : Comme tout joueur en défensive à l'avant-champ, le receveur peut participer à une souricière, c'est-à-dire lorsqu'un coureur est coincé entre deux bases par deux joueurs en défensive, et que ceux-ci se relaient la balle ou poursuivent le coureur jusqu'à ce que la balle (ou le gant contenant la balle) soit appliquée sur lui pour enregistrer un retrait.
- Surprendre un coureur à contre-pied au premier but : C'est une situation peu fréquente, mais le receveur peut, après réception du tir du lanceur, lancer au joueur de premier but pour retirer un coureur s'étant trop éloigné du coussin dans la direction du deuxième but. On voit ce geste rarement, car il demande une rapidité d'exécution sans faille et une réaction rapide du joueur de premier but qui pourrait lui-même être surpris et rater la balle. Le temps que doit prendre le receveur pour se redresser et lancer laisse amplement le temps au coureur de retraiter vers la base. S'il lance en demeurant agenouillé, il se peut que son relais ne soit pas assez puissant pour être efficace.

En outre, le receveur peut aussi attraper les tirs d'un lanceur de relève qui s'échauffe dans l'enclos de relève, en prévision de son entrée imminente dans la partie. Dans ce cas, c'est le receveur substitut ou de réserve (celui qui n'est pas impliqué dans la partie en cours) qui s'en charge. Ce travail est parfois délégué à un instructeur, ou à tout autre joueur n'étant pas dans la partie et se portant volontaire pour son coéquipier.
Le receveur est le seul joueur en défensive sur un terrain de baseball à faire face au champ extérieur. Il a donc une vue privilégiée sur les actions des coureurs adverses autour des buts, ce qui lui confère une responsabilité supplémentaire.

### Le receveur «personnel»
Certains receveurs sont parfois d'importants membres d'une équipe non parce qu'ils jouent un grand nombre de matchs en une saison, mais plutôt parce qu'ils sont envoyés sur le terrain en présence d'un lanceur en particulier. Pour diverses raisons, la communication semble plus facile entre un certain receveur et un certain lanceur, et les performances de ce dernier en sont affectées positivement.
Parmi les exemples récents, José Molina était au poste de receveur dans presque tous les matchs amorcés par le lanceur partant A. J. Burnett chez les Yankees de New York. Quant au lanceur des Red Sox de Boston, Tim Wakefield, il maîtrise un lancer rare (la balle papillon) dont la trajectoire est difficile à prévoir et qui exige du receveur certaines habiletés et réflexes particuliers. Pour cette raison, les Red Sox lui ont associé au fil des ans et selon l'effectif sous la main des receveurs bien précis.
On réfère parfois au duo lanceur-receveur par le terme « batterie » (de l'anglais battery).

## Rareté du receveur gaucher
Les receveurs en Ligue majeure de baseball (MLB) sont presque toujours droitiers. Une des explications est qu'il est beaucoup plus difficile pour les receveurs gauchers de lancer au deuxième ou au troisième but lors d'une tentative de vol de but lorsque le frappeur est droitier (et la majorité d'entre eux le sont). Le frappeur droitier se trouve carrément dans la trajectoire d'un éventuel lancer. Dans le cas d'un receveur droitier et d'un frappeur gaucher, le frappeur n'est pas placé dans la trajectoire puisqu'un receveur lance rarement au premier but.
Aussi, l'une des hypothèses avancées pour la rareté des receveurs lançant de la main gauche est que les joueurs de baseball gauchers sont souvent encouragés à devenir lanceurs, où cela est considéré comme un atout.
Jack Clements a joué un record pour un gaucher de 1076 parties comme receveur dans les Ligues majeures, de l'année 1884 à 1900. Fred Tenney a joué 71 matchs derrière le marbre, la dernière en 1901, et Jiggs Donahue compte 45 parties comme receveur jusqu'à sa dernière en 1902. Depuis cette date, un total de seulement 11 parties des ligues majeures ont mis en vedette un receveur lançant de la gauche. En date de 2011, le plus récent est Benny Distefano en août 1989.

## Équipement

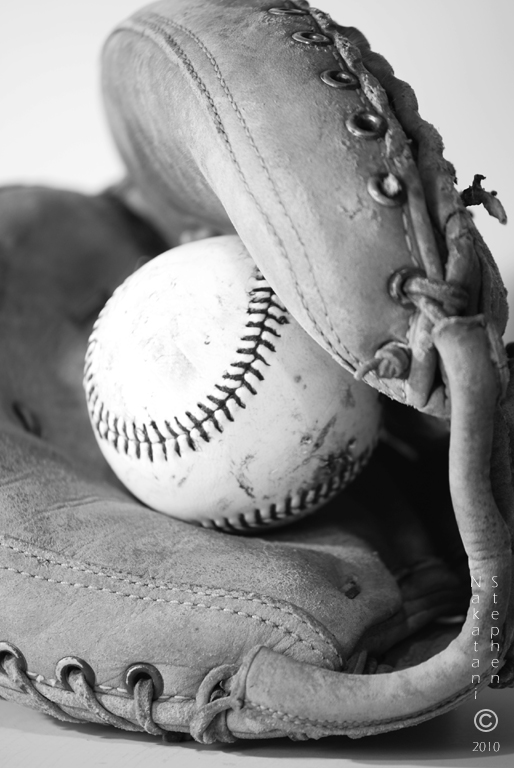
Un gant de receveur.

L'équipement moderne du receveur est composé soit d'une grille recouvrant le visage, soit d'un casque intégral qui recouvre toute la tête. Ce dernier type de casque, de plus en plus usité au XXIe siècle, est imaginé par le receveur Charlie O'Brien des Blue Jays de Toronto, qui le fait fabriquer par une compagnie de l'Ontario après s'être inspiré des masques modernes des gardiens de buts de hockey. Le receveur ressent moins, avec ce type de masque composé de fibre de verre, les chocs causés par les balles ou les bâtons qui heurtent le masque, et la vision périphérique du joueur s'en trouve améliorée. O'Brien reçoit en 1996 la permission de le porter durant les matchs après que la Ligue majeure de baseball a confirmé qu'il remplit ses normes de sécurité, et son usage se répand par la suite.
Le receveur porte aussi un plastron, des jambières, et utilise un gant renforcé, adapté à recevoir les balles du lanceur. Le gant du receveur est différent de ceux utilisés par les autres joueurs de position.

## Risques de blessures
La position de receveur est considérée comme la plus difficile physiquement pour un joueur de baseball[réf. nécessaire]. Le fait d'être en position accroupie durant tout le match demande au receveur plus d'endurance que ne l'exigent les autres positions sur le terrain. Les maux de dos et blessures aux genoux sont fréquents. Les collisions avec un joueur adverse tentant de devancer un relais vers le marbre peuvent être violentes et plusieurs receveurs ont été sérieusement blessés de cette façon. Dans un match entier, un receveur doit attraper plus d'une centaine de tirs de ses lanceurs, et la vitesse de ces lancers avoisine les 150 km/h. Ce contact répété peut chez certains receveurs causer un certain engourdissement des doigts ou de la main, au fil des ans. Aussi à considérer : les fausses balles, ricochets et autres lancers imprécis qui causent au receveur ecchymoses et blessures malgré l'équipement qu'il porte pour s'en protéger.
En 1976, le receveur Steve Yeager est atteint à la gorge par l'éclisse d'un bâton de baseball brisé involontairement par un frappeur lors du contact avec la balle. Le morceau de bois perce l'œsophage de Yeager, qui doit être opéré d'urgence et dont la vie est sauvée par les médecins. L'incident ne se produit pas lorsque Yeager est à sa position derrière le marbre : il est plutôt au cercle d'attente et le bâton brisé est celui de son coéquipier Bill Russell, qui frappe à ce moment-là. Le soigneur Bill Buhler des Dodgers de Los Angeles, le club pour lequel joue Yeager, confectionne alors un masque de receveur différent, censé mieux protéger le cou, la gorge et la nuque du joueur.
Plusieurs receveurs (par exemple Craig Biggio) ont adopté une autre position en défensive à un certain moment de leur carrière, les blessures subies n'étant pas assez sérieuses pour mettre fin à cette carrière mais rendant très difficile le fait de jouer derrière le marbre.

### Collisions au marbre
Pour la saison 2014, la Ligue majeure de baseball met en application un nouveau règlement interdisant les collisions volontaires au marbre entre un coureur et un receveur. La règle 7.13 stipule qu'il est interdit au coureur de dévier de la ligne de course tracée sur le terrain afin d'initier une collision avec le receveur ou tout autre joueur couvrant le marbre. Il est aussi interdit au receveur qui n'a pas possession de la balle de bloquer la voie au coureur. La règle, expérimentale et sujette à être révisée au terme d'un essai d'un an, est largement soumise au jugement de l'arbitre, qui doit déterminer en cas de collision si celle-ci était ou non évitable.

## Le receveur «offensif»

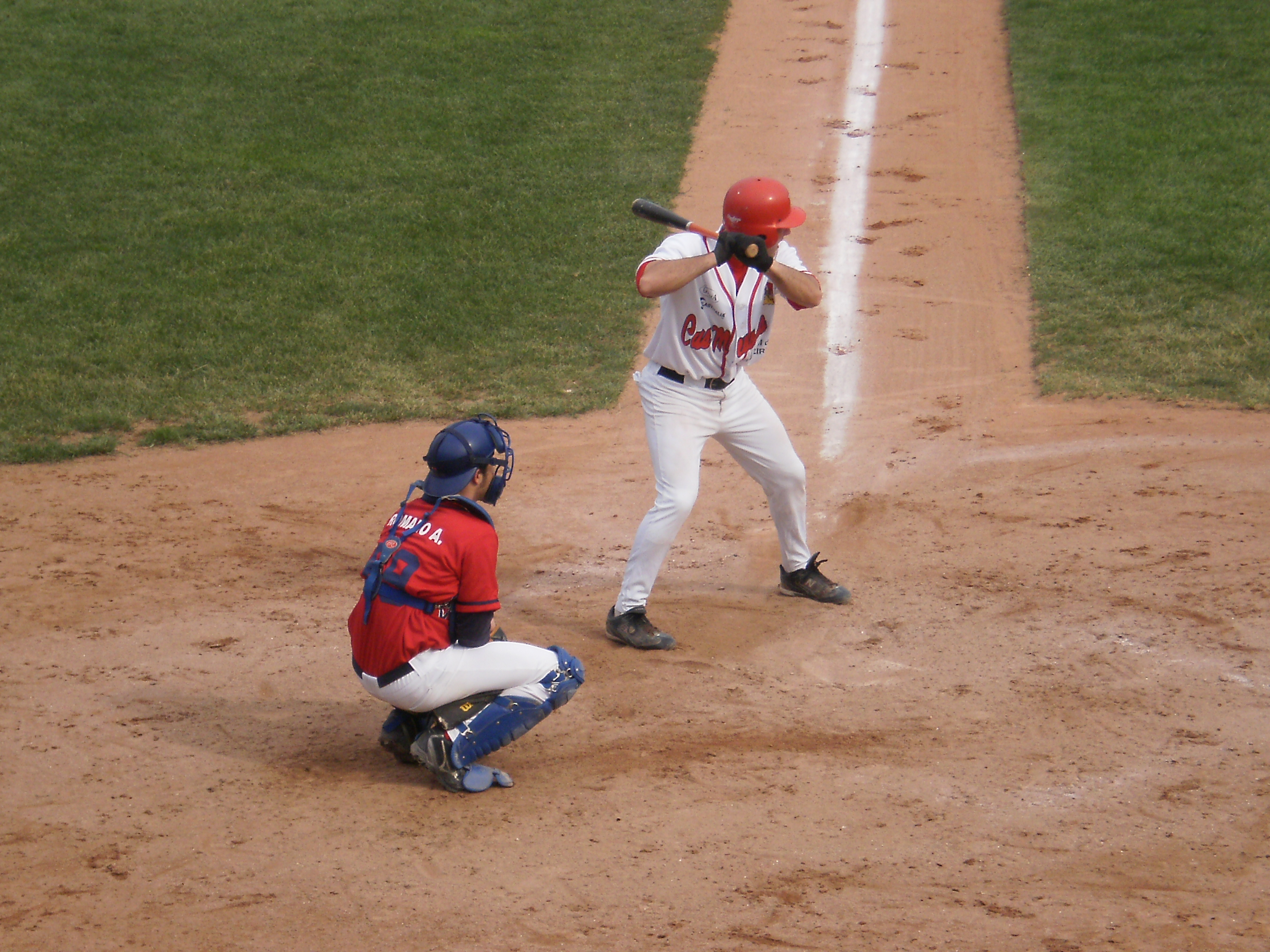
Un receveur (en rouge et bleu) derrière le marbre, prêt à attraper un lancer, face à un frappeur. Bien que son rôle principal soit défensif, ses performances offensives, souvent jugées moindres, sont aussi prises en compte dans l’évaluation globale de son poste.

Le receveur est très souvent un piètre frappeur en comparaison de ses coéquipiers. Plusieurs raisons peuvent expliquer ce fait. D'abord, le poste de receveur exige plusieurs qualités précises qui ne sont pas espérées des joueurs évoluant à d'autres positions sur le terrain. Ces aptitudes, comme la fiabilité en défensive, la puissance des tirs contre le vol de but, ou l'art de bien diriger les lanceurs, compensent parfois amplement pour des performances moins remarquables en offensive.
Le risque élevé de blessure pour un receveur incite aussi souvent les entraîneurs, au niveau majeur comme au niveau mineur, à habituer un joueur talentueux en offensive à patrouiller une position défensive différente sur le terrain. Si un receveur à caractère offensif était blessé, son absence pourrait se faire doublement sentir pour son équipe.
Le receveur « offensif », donc un receveur excellant tant en défensive qu'à son tour au bâton, est par conséquent une denrée rare. Dans l'histoire des Ligues majeures de baseball, un nombre particulièrement restreint de receveurs ont su s'imposer de cette façon. Du nombre, on compte Yogi Berra, Johnny Bench, Gary Carter, Mike Piazza ou encore, de nos jours, Joe Mauer ou Yadier Molina.

## Receveurs notables

### Receveurs au Temple de la renommée du baseball
| - Johnny Bench - Yogi Berra - Roger Bresnahan - Roy Campanella - Gary Carter - Mickey Cochrane - Bill Dickey - Buck Ewing - Rick Ferrell |  | - Carlton Fisk - Josh Gibson - Gabby Hartnett - Ernie Lombardi - Joe Mauer - Mike Piazza - Iván Rodríguez - Ray Schalk - Ted Simmons |

### Receveurs actuels

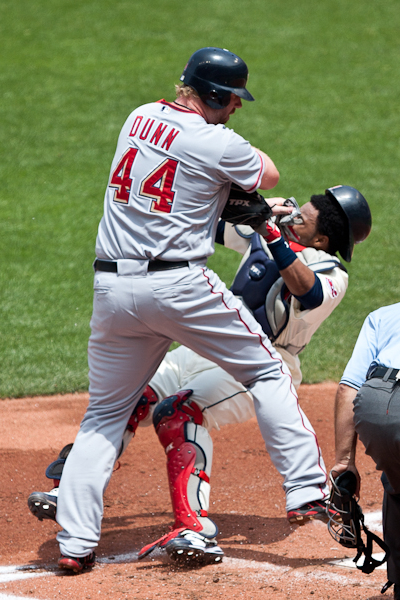
Le receveur Carlos Santana des Indians de Cleveland est bousculé par Adam Dunn.

Quelques-uns des receveurs évoluant en 2015 dans la Ligue majeure de baseball :
| - Francisco Cervelli - A. J. Ellis - Jonathan Lucroy - Russell Martin - Brian McCann - Devin Mesoraco - Yadier Molina - Miguel Montero - Yasmani Grandal |  | - Derek Norris - Salvador Pérez - Buster Posey - Carlos Ruiz - Kurt Suzuki - Stephen Vogt - Matt Wieters - Mike Zunino |